# Polichnodes americana
Polichnodes americana är en insektsart som beskrevs av Giglio-tos 1898. Polichnodes americana ingår i släktet Polichnodes och familjen vårtbitare. Inga underarter finns listade i Catalogue of Life.